# Santiago Texcalcingo
Santiago Texcalcingo là một đô thị thuộc bang Oaxaca, México. Năm 2005, dân số của đô thị này là 2781 người.